# 1593
1593 (MDXCIII) var ett normalår som började en fredag i den gregorianska kalendern och ett normalår som började en måndag i den julianska kalendern.

## Händelser

### Januari
- 20 januari – Stillestånd sluts mellan Sverige och Ryssland i byn Teusina strax söder om ingermanländska Ivangorod.

### Mars
- 1 mars – Ett kyrkomöte inleds i Uppsala.[1] Detta blir slutpunkten för reformationen i Sverige, eftersom det på mötet bland annat bestäms att riket ska vara luthersk-evangeliskt och katolicismen förbjuds.
- 15 mars – Abraham Angermannus, en av de mest framträdande svenska lutheranerna, väljs till ärkebiskop i Uppsala stift.
- 20 mars – En protestantisk trosbekännelse fastställs för den svenska kyrkan genom Uppsala möte. Röda boken avskaffas och ersätts av 1571 års kyrkoordning. Den augsburgska trosbekännelsen antas som bekännelseurkund.

### Augusti
- 1 augusti – Uppsala universitet öppnas på nytt i enlighet med Uppsala möte, efter att det i praktiken har varit stängt sedan Gustav Vasas dagar.

### September
- 30 september – Kung Sigismund och hans familj anländer till Stockholm för att göra anspråk på sitt arvrike.

## Födda
- 14 mars – Georges de La Tour, fransk konstnär, målare.
- 19 maj – Jacob Jordaens, flamländsk målare.
- 8 juli – Artemisia Gentileschi, italiensk konstnär.
- 22 september – Matthäus Merian d.ä., schweizisk-tysk kopparstickare och förläggare.

## Avlidna
- 3 juni – Katarina Bengtsdotter Gylta, svensk abbedissa.
- 8 oktober – Jakob Ulfeldt, danskt riksråd 1565.
- Esther Imbert, fransk mätress.

### Fotnoter
1. ↑  Det hände i dag